# Christoph Puhl
Christoph Puhl (født 3. august 1976 i Wien, Østrig) er en østrigsk spildesigner, journalist og konsulent.

## Uddannelse og karriere
Efter at have gået på gymnasiet og afsluttet militærtjeneste studerede Puhl jura ved universitetet i Wien. I løbet af sine studier skrev Puhl for forskellige ugentlige magasiner, herunder WCM.
I 2000 grundlagde Puhl en østrigsk internetportal til brætspil sammen med Arno Steinwender, som han siden har arbejdet som journalist for.
Siden 2005 har han udgivet adskillige børnespil sammen med Steinwender. Fra 2006 evaluerede han spil - især for den amerikanske legetøjsproducent Hasbro - designede spil, implementerede spilkoncepter og udkast til koncepter til tv-shows. Siden begyndelsen af 2007 har Puhl arbejdet som konsulent for flere virksomheder inden for parlor-spil og underholdningselektronik. I 2010 skiftede han til Trade Marketing hos Philips Austria GmbH og afsluttede sin kandidatgrad i Training and Developement i 2012.

## Spil
- 2005: Kleiner Eisbär, auf in die Sonne! (Forlag Schmidt Spiele, Medforfatter Arno Steinwender)
- 2005: Pssst! (Forlag Piatnik, Medforfatter Arno Steinwender)
- 2006: Sternenschweif - Sprung in die Nacht (Forlag Kosmos, Medforfatter Arno Steinwender)
- 2007: Barbie Card Game - Barbie Party (Forlag Trefl, Medforfatter Ronald Hofstätter)
- 2007: Chut! Le petit dort (Forlag Piatnik, Medforfatter Arno Steinwender)
- 2008: Disney - Winnie the Pooh - 100-Morgen-Wald (ungar. originaltitel: 100 Holdas Pagony) (Forlag Trefl, Medforfatter Arno Steinwender, Ronald Hofstätter)
- 2008: Winnie the Pooh - Kubuś w Stumilowym Lesie (Forlag Trefl, Medforfatter Ronald Hofstätter, Arno Steinwender)
- 2008: Allesto (Forlag Selecta, Medforfatter Arno Steinwender; trukket tilbage fra forlaget)
- 2008: Europa-Wissen (Forlag Noris, Medforfatter Arno Steinwender)
- 2009: Europa-Wissen Tyskland (Forlag Noris, Medforfatter Arno Steinwender)
- 2009: Scooby Doo Help! (Forlag: Trefl, Medforfatter Ronald Hofstätter, Arno Steinwender)
- 2010: Take it or leave it (Forlag Schmidt Spiele, Medforfatter Arno Steinwender)
- 2012: Take it or leave it (Forlag Gamewright, Medforfatter Arno Steinwender; hædret med Major Fun Award, Tillywig Brain Child Award og Parents' Choice Silver Honor)
- 2014: Tom Turbo Jagd auf Fritz Fantom (Forlag Piatnik, Medforfatter Arno Steinwender)
- 2015: Das Expedition Natur Spiel (Forlag Moses., Medforfatter Arno Steinwender)
- 2015: Mount Pingo (Forlag HUCH! & friends, Medforfatter Arno Steinwender)